# 渡辺泰司
渡辺泰司（わたなべやすし）は、日本のソングライター、編曲家、音楽プロデューサー。京都府出身。ファイブエイス所属。

## 提供作品

### ポップミュージック
アイドリング!!!
- 「HoRoRi」（作詞・作曲・編曲）

AFTERSCHOOL
- 「SLOW LOVE」（作曲・編曲）
  - アイフルホームCMソング[2]
- 「Ready to love」（作曲・編曲）

嵐
- 「Disco Star」（作曲）
- 「Fly」（作曲）

Ange et Folletta
- 「ChaChaChakka」（作曲・編曲・サウンドプロデュース）
- 「Girl’s Only」（作曲・編曲・サウンドプロデュース）
- 「MirrorbowRainbow」（作曲・編曲・サウンドプロデュース）
- 「selfish cat」（作曲・編曲・サウンドプロデュース）
- 「Victorian Dress」（作曲・編曲・サウンドプロデュース）

石井里佳
- 「LOVE」（作曲・編曲）

板野友美
- 「ふいに」（作曲・編曲）
  - サマンサタバサ『Samantha Vega♡板野友美』スペシャルコラボCMソング

AKB48
- 「野蛮な求愛」（作曲・編曲）
- 「わがままメタバース」（作曲・編曲）

SKE48
- 「石榴の実は憂鬱が何粒詰まっている?」（作曲・編曲）

HKT48
- 「真っ赤なアンブレラ」（作曲・編曲）

小関舞
- 「涙のTomorrow」（作曲・編曲）

OCHA NORMA
- 「Go Your Way」（作曲・編曲）

小野大輔
- 「宇宙全時代Discotheque」（作曲・編曲）
- 「だいすき -UP STAIRS Remix-」（編曲）

ORANGE CARAMEL
- 「ラムのラブソング」（編曲）
- 「クッキークリーム＆ミント」（作曲・編曲）
- 「赤いくつ」（作曲）
- 「すっぱい葡萄」（作曲・編曲）

河口恭吾 
- 「心の瞳」（編曲）『もしも明日が～三木たかしトリビュート～』収録

カントリー・ガールズ
- 「恋はマグネット」（作曲・編曲）

Kis-My-Ft2
- 「Overture 〜Music Colosseum〜」（作曲・編曲）

℃-ute
- 「羨んじゃう」（作曲・編曲）
- 「即 抱きしめて（2012神聖なるVer.）」（編曲）

剛力彩芽
- 「相合傘」（作詞・作曲・編曲・サウンドプロデュース）・・・「第3回全国小・中学校リズムダンスふれあいコンクール」規定曲[3]
- 「ナナイロ7days」（作詞・作曲・編曲）
- 「15」（作詞・作曲・編曲・サウンドプロデュース）

サーターアンダギー
- 「The Main Event」（作詞・作曲・編曲）

笹木咲 (にじさんじ)
- 「Whiteout」（作詞・作曲・編曲）

CIX
- 「I’ll Take You」（作曲・編曲）

CNBLUE
- 「Foxy」（編曲・サウンドプロデュース）

シクフォニ
- 「いみないや」（作曲・編曲）

柴咲コウ
- 「サヨナラブ」（作曲・編曲）・・・映画「嘘つきみーくんと壊れたまーちゃん」主題歌
- 「ルージュの伝言」（編曲）・・・映画「嘘つきみーくんと壊れたまーちゃん」挿入歌
- 「アイネクライネ」（作曲・編曲）

JAMOSA
- 「BABY」（作曲・編曲）

Juice=Juice
- 「ナイモノラブ」（作曲・編曲）

ジュノン・スーパーボーイ・アナザーズ
- 「Unnostalgia」（作曲・編曲）

JY
- 「Hello Mr.」（共作詞・作曲・編曲）（作詞はJYと共作）

篠崎愛
- 「想い出の溜息」（作曲・編曲）
- 「PepperMint」（作詞・作曲・編曲）

鈴木愛理
- 「たぶんね、」（作曲・編曲）
- 「私のそばで」（共作詞・作曲・編曲）（作詞は森村メラと共作）
- 「Easy To Smile」（作曲・編曲）

すとぷり
- 「Party Light」（作詞・作曲・編曲）

ななもり。×ジェル×さとみ(すとぷり)
- 「脳内ピエロ」（作曲・編曲）

スマイレージ （現・アンジュルム）
- 「スマイレージシングルス 激ヤバリミックス」（編曲）

田村ゆかり 
- 「Le paradis （ル・パラディ）」（作曲・編曲）
- 「Sweet Trap」（作曲・編曲）
- 「Pink Pygmalion」（作曲・編曲）

Tiara 
- 「Don't Stop」（作曲・編曲）

10神ACTOR
- 「Chase Your Dream」（作詞・作曲）

東京パフォーマンスドール
- 「Lovely Lovely」（共作詞・作曲・編曲）
- 「Starship Flight」（作曲・編曲）

Trignal
- 「We are Trignal!!!」（作曲・編曲）

Dream
- 「FantAStrip」（作曲）

Mai Nakahara 
- 「Hidden emotions」（作曲・編曲）

NORD
- 「Level Up!」（作詞・作曲・編曲）

乃木坂46
- 「ごめんね、スムージー」（作曲・編曲）

Hi-Fi Un!corn
- 「Days」（作曲・共編曲）

BudLaB
- 「Rakuen」（編曲・サウンドプロデュース）
- 「SweetSea」（作曲・編曲）

VANNESS 
- 「Every Moment」（作曲・編曲）
- 「Endless Dance」（作曲・編曲）

PINK CRES.
- 「ラスラブ」（作曲・編曲）

petit milady
- 「アップルパイ・ア・ラ・モード」（作曲）

PrizmaX
- 「Lets prove it!!」（作曲・編曲）

FUNCTION6ch
- 「6STEP」（作詞・作曲・編曲）

FAREWELL, MY L.u.v
- 「7DAYS FOCUS」（作詞・作曲・編曲・サウンドプロデュース）
- 「NAGOYA ZOO」（作詞・作曲・編曲・サウンドプロデュース）
- 「gloomy girl」（作曲・編曲・サウンドプロデュース）
- 「Good Day」（作曲・編曲・サウンドプロデュース）
- 「UP↑DOWN↓」（作曲・編曲・サウンドプロデュース）
- 「ByByByE」（共作詞・作曲・編曲・サウンドプロデュース）
- 「HAPPY LIGHT」（作詞・作曲・編曲・サウンドプロデュース）
- 「obsession」（作詞・作曲・編曲・サウンドプロデュース）
- 「GOLD」（作詞・作曲・編曲・サウンドプロデュース）
- 「Stella」（作曲・編曲・サウンドプロデュース）
- 「Stargazing」（作詞・作曲・編曲・サウンドプロデュース）

Flower
- 「紫陽花カレイドスコープ」（作曲・編曲）

FlowBack
- 「A.N.L」（作曲）

Berryz工房 
- 「世界で一番大切な人」（編曲）

Maria
- 「Deep into you」（作曲・編曲）
  - TBS系列「COUNT DOWN TV」3月度エンディングテーマ
- 「GOODBYE GOODDAY」（作曲・編曲）
  - TBS系列「王様のブランチ」2・3月エンディングテーマ
- 「Daily Life With You」（作曲・編曲）
- 「愛をちょうだい」（編曲）（作曲は西尾芳彦と共作）
- 「Weed Flower」（作曲・編曲）
- 「love again? feat.童子-T」（作曲・編曲）

宮野真守
- 「スーパーノヴァ」（作曲・編曲）

宮本佳林・小片リサ・佐藤優樹
- 「すっぴん」（作曲・編曲）

やついいちろう
- 「純情エクスタシィ(危険日チャレンジガールズ! feat.Negicco)」（編曲）

山崎育三郎
- 「高校三年生」（編曲）
- 「Relight My Fire」（編曲）

UNIONE
- 「Creamy Love」（作曲・編曲）
- 「Hello, Brand-New World」（作曲・編曲）

Yeo Hee
- 「GO!GIRL」（共作曲・編曲）

Lead
- 「one more side」（作詞・作曲・編曲）
- 「come along」（作詞・作曲・編曲）

りかりこ
- 「No worries!」（作詞・作曲・編曲）

LinQ
- 「CHIKU-TAKU」（作詞・作曲・編曲）
- 「カラフルデイズ」（作曲・編曲）
- 「FRIEND」（作詞・作曲・編曲）
- 「Ding Dong」（作曲・編曲）
- 「カラフルデイズ - HAKATA Track -」（作曲・編曲）

ROZE
- 「PIPIPAL」（作詞・作曲・編曲）
- 「LINER」（作曲・編曲）

ROF-MAO
- 「Let’s Get The Party Started!」（編曲）

渡辺美優紀
- 「Cheek-tic-Cheek」（作詞・作曲・編曲）
- 「Fly With Your Dream」（作詞・作曲・編曲）
- 「invitation」（作詞・作曲・編曲）

### アニメ・ゲームソング
アイ★チュウ
- 「なんてったってNo.1」ArS（作曲・編曲）
- 「EXTRA SUMMER ～Guys Be Ambitious!～」MG9（作曲・編曲）

アイドリッシュセブン
- 「my 10plate（CV.佐藤拓也」十龍之介（作曲・編曲）
- 「ZONE OF OVERLAP」ŹOOĻ （作曲・編曲）
- 「RIDING」ŹOOĻ （作曲・編曲）
- 「RabbiTube」（音楽担当）

アイドルマスター ミリオンライブ! シアターデイズ
- 「CHEER UP! HEARTS UP!」（作曲・編曲）

アイドルマスター SideM
- 「BACK FLIP☆EMOTION」御手洗翔太（CV.松岡禎丞）（作曲・編曲）

あんさんぶるスターズ!
- 「Coruscate Breeze」 Knights（作曲）

五等分の花嫁
- 「五等分の花嫁∬」キャラクターソング・ミニアルバムCD 「きづいてよ〜One Love〜」中野一花（CV：花澤香菜）（作曲・編曲）

少女☆歌劇 レヴュースタァライト 
- 「舞台プレパレイション」スタァライト九九組（作曲・編曲）

スター☆トゥインクルプリキュア 
- 「Prism Rainbow Heart」キュアコスモ（CV.上坂すみれ）（作曲・編曲）

D4DJ(ディーフォーディージェー) 
- 「恋愛レボリューション21）（編曲）

地下すぎアイドル あかえちゃん 
- 「AMANOJA・く…テレパシー」地下すぎプリンセス（作曲・編曲）

ノブナガ・ザ・フール
- 「DIGNIFIED ELEGANCE（CV.中村悠一）」ガイウス・ユリウス・カエサル（作曲・編曲）

ファビュラスナイト
- Mythology feat. CLUB ChronoStasis （作曲・編曲）
- GODSELF（作曲・編曲）
- Mr.Trillion feat. CLUB Twilight（作曲・編曲）
- a little Pianissimo（作曲・編曲）
- パノラマクリスタルシティ（作曲・編曲）
- Unfair Dance（作曲・編曲）

FREE! 
- 「SPLASH FREE」STYLE FIVE・・・テレビアニメ『Free!』のエンディングテーマ（作曲・編曲）
- 「BRAVE DREAM」STYLE FIVE・・・映画『劇場版 Free!-Road to the World-夢』の主題歌（作曲・編曲）
- 「未来へのストローク（CV.鈴木達央）」橘真琴（作曲・編曲）
- 「Aqua Gate（CV.宮野真守）」松岡凛（作曲・編曲）
- 「Water Surprise! -yashigoren Remix-（CV.島﨑信長/鈴木達央）」七瀬遙/橘真琴（編曲）

ラブライブ!サンシャイン!!|Aqours 
- 「Guilty!? Farewell party」Guilty Kiss（作曲・編曲）
- 「突然GIRL」渡辺曜（CV.斉藤朱夏）from Aqours（作曲・編曲）

### コマーシャルソング・CM
au
- 三太郎シリーズ、au 応援割「新人さんのあまのじゃ子（あの）」篇（作曲・編曲）